# Auster Pass
Auster Pass är ett bergspass i Antarktis. Det ligger i Östantarktis. Nya Zeeland gör anspråk på området. Auster Pass ligger 2 310 meter över havet.
Terrängen runt Auster Pass är bergig åt nordost, men åt sydväst är den kuperad. Trakten är obefolkad. Det finns inga samhällen i närheten.